# Мейсі Річардсон-Селлерс
Мейсі Річардсон-Селлерс (англ. Maisie Richardson-Sellers, нар. 2 березня 1992 року, Лондон, Англія) — англійська акторка. Найбільш відома за роллю Амаї Джива в телесеріалі Легенди завтрашнього дня в якому грає до сьогодні, а також Ребекки Майклсон/Єва Сінклер в телесеріалі Первородні (2014—2016) і Мелхоли в телесеріалі Цари і пророки.

## Біографія
Народилася в родині театральних акторів і з дитинства захоплювалася театром. У 2013 році вона закінчила Оксфордський університет, здобувши ступінь з археології та антропології. Під час навчання брала участь в декількох університетських спектаклях, а після випуску почала акторську кар'єру, отримавши роль у фільмі Зоряні війни: Пробудження Сили

## Особисте життя
Річардсон-Селлерс відкрито ідентифікує себе як квір.

## Фільмографія
| Телебачення | Телебачення                    | Телебачення                         | Телебачення                  | Телебачення                 |
| Рік         | Назва                          | Оригінальна назва                   | Роль                         | Примітки                    |
| ----------- | ------------------------------ | ----------------------------------- | ---------------------------- | --------------------------- |
| 2012        | Наш перший світ                | Our First World                     |                              | Короткий фільм              |
| 2013        | Американо і ром                | Americano and Rum                   | Короткий фільм               |                             |
| 2014—2017   | Первородні                     | The Originals                       | Ребекка Майклсон/Єва Сінклер | Періодична роль 15 епізодів |
| 2015        | Зоряні війни: Пробудження Сили | Star Wars: The Force Awakens        | Корр Селла                   |                             |
| 2016        | Цари і пророки                 | Of Kings and prophets               | Мелхола                      | Головна роль 9 епізодів     |
| 2016—2020   | Легенди завтрашнього дня       | Legend of Tomorrow                  | Амая Джива/Виксен/Чарлі      | Головна роль                |
| 2018        | Мелоді                         | Melody                              | Мелоді                       | Короткий фільм              |
| 2020        | Будка поцілунків 2             | The Kissing Both 2                  | Хлоя Вінтроп                 |                             |
| 2021        | Будка поцілунків 3             | The Kissing Both 3                  | Хлоя Вінтроп                 |                             |
| 2023        | Злами розуму                   | Jagged Mind                         | Біллі                        |                             |
| 2024        | Вовча зала: Дзеркало і світло  | Wolf Hall: The Mirror and the Light | Бесс                         | Епізод: «Defiance»          |